# ハセガワストア

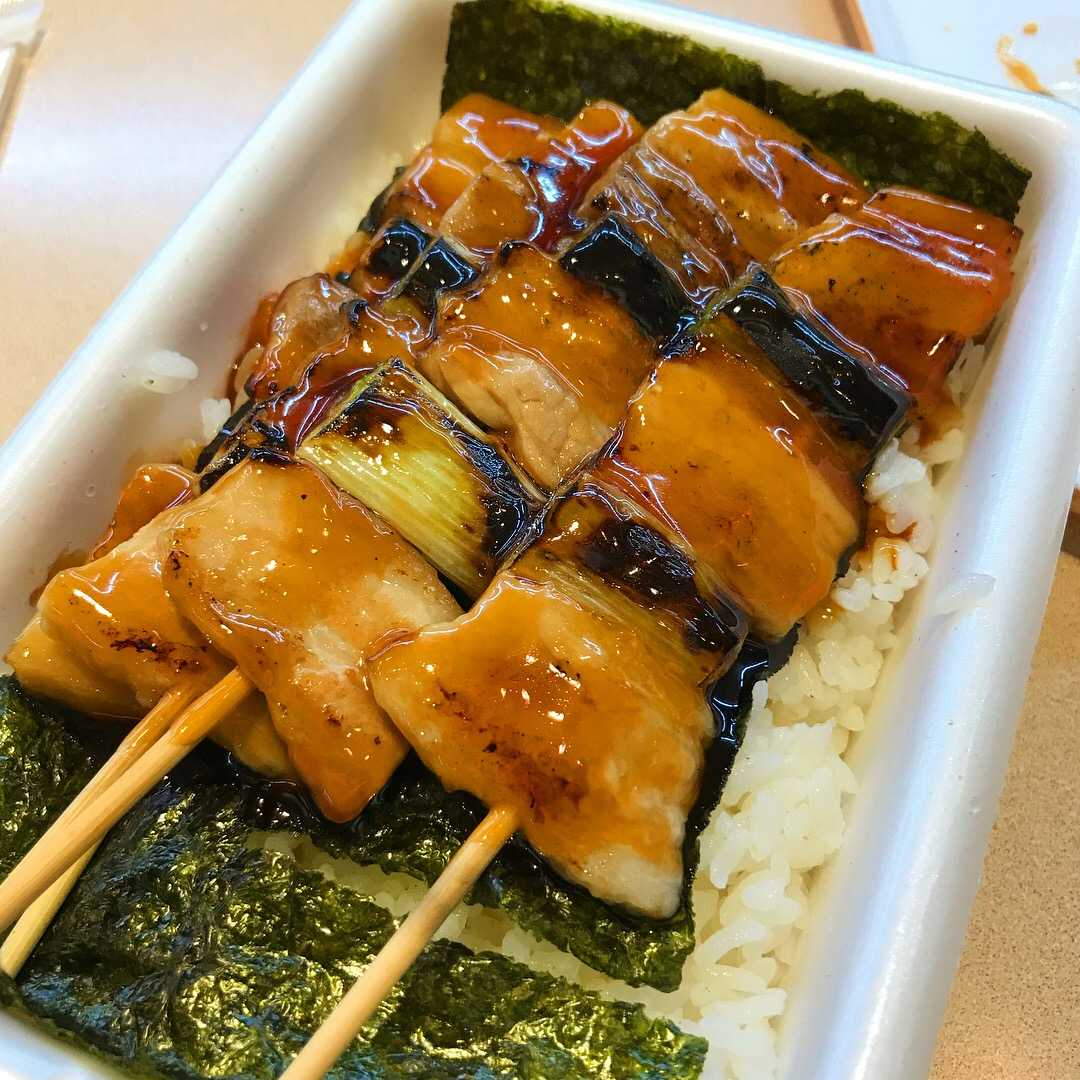
ハセガワストアのやきとり弁当

株式会社ハセガワストア（Hasegawa Store）は、北海道渡島地方に店舗を展開するコンビニエンスストアチェーン。本社は函館市。ハセストの愛称で呼ばれている。
谷地頭の化粧品店である長谷川作次郎商店を源流とし、スーパーマーケットの経営に乗り出したが、昭和50年代半ばごろからのイトーヨーカ堂、長崎屋、西武の相次ぐ出店が行われた際にスーパーマーケットでは対抗できないと考え、24時間営業ややきとり弁当をはじめとする独自商品の開発などのノウハウを蓄積し、1986年のローソンの函館進出を皮切りに進出してきたセブンイレブンやセイコーマートなどの大手を迎え撃ち、地場のコンビニとして生き残ってきた。
函館ワインをはじめとした地元企業の製品を多く揃えており、旅行者の手軽な土産物の購入先でもある。
本記事では、根室市に展開するチェーン店であるタイエーについても述べる。

## 歴史
- 1958年（昭和33年）3月 - 谷地頭町にて化粧品小間物店である長谷川作次郎商店が開業する[3]。
- 1962年（昭和37年）5月 - スーパーマーケットの経営を開始する[3]。
- 1978年（昭和53年）9月 - やきとり弁当の販売を開始する[4]。
- 1982年（昭和57年）4月 - 24時間営業を開始する[3]。
- 1984年（昭和59年）10月 - ハセガワストア初のコンビニエンスストアとして千歳町に大門店を開店する[3]。

## セイコーマートとの資本・業務提携
2004年には北海道のコンビニエンスストアチェーンのセイコーマートと、資本・業務提携を結んだ。その後、ハセガワストアのみで販売されていた「やきとり弁当」をセイコーマートのいくつかの店舗で販売を開始し、セイコーマートで提携前から導入していたポイントカードの「セイコーマートクラブカード」を、ハセガワストアでも利用できるようになった。なおセイコーマートでのやきとり弁当の取り扱いは、2012年頃に終了している。
かつてハセガワストアの系列会社に株式会社ハセガワデリカが存在した。ハセガワデリカの所在地は現在のハセガワストア中道店と同一で、現在のハセガワストア本社から通り一本隔てた隣接地である。
2010年、セコマの子会社の株式会社北燦食品がハセガワデリカを吸収合併し、現在も北燦食品函館工場として同所にて稼働しており、名物「やきとり弁当」のやきとりは、この工場の製造である。

## やきとり弁当
ハセガワストアの店内には調理スペースがあり、営業時間中いつでも、店員がその場で食品を調理をして提供するサービスがある。代表的な商品に豚肉を串刺しにして焼いたものをご飯の上に乗せたやきとり弁当がある。豚肉を「やきとり」と称することについては焼き鳥#室蘭・函館などの道南地方（北海道）を参照のこと。
函館市出身のロックバンドGLAYや歌手YUKIがメディアで紹介したのをきっかけに、函館のご当地グルメとして高い知名度を有する。テレビアニメ『ラブライブ!サンシャイン!!』では第2期8話「HAKODATE」、9話「Awaken the power」にて、やきとり弁当が劇中のプロップの一つとして忠実に描かれた。
同社がやきとり弁当を発売開始したのは1978年8月13日とされている。2012年現在、一日平均2500食、年間80万食を販売する。味の種類は「たれ（醤油ベース）」、「塩」、「塩だれ」、「うま辛だれ」、「味噌だれ」の5種類から選べる。隠し味としてはこだてワインを霧吹きで吹きかけるのが特徴である。弁当の容器には溝が刻まれていて、そこに焼き鳥の串の持ち手側を置き、その上からふたを閉めて串を引き抜くと、串から具を外すことができる。
電話注文サービスも行われている。同サービスは2016年11月30日をもって一旦終了した後、2017年3月13日から下記の条件付きで再開された。
- ゴールデンウイーク、お盆、クリスマス、年末年始の期間中は終日、それ以外の日も11:00-13:00と16:00-19:00の時間帯は電話受付できない。
- 営業時間が24時間営業でない店舗では、閉店15分前が商品受け渡しの最終時間になる。
- 受け渡し希望時間の1時間前までに店舗に電話する必要がある。

## タイエー
タイエーとは、北海道根室市において地元企業の株式会社タイエーが展開しているコンビニエンスストア。千島本店・曙店・西浜店・根室市役所販売店の4店舗を展開している。このうち西浜店は24時間営業。店舗名及び社名は代表者の姓（田家＝たいえ）に由来しており、スーパーマーケット業界大手のダイエーとは全くの無関係である。
ハセガワストアから「のれん分け」によりチェーン店の関係にある。セコマとも提携関係にありポイントカードの「セイコーマートクラブカード」や店内調理商品（ホットシェフ）を含めプライベートブランド品の取扱などハセガワストアと同一のサービスを受けられる。
基本的に、函館市周辺で展開するハセガワストアの店舗と構造等が同じであり店内調理の弁当も供食している。やきとり弁当も取り扱われている。弁当容器とその外装もほぼ同一で、シンボルマークであるコックの帽子の模様の「H」が「T」になっている。
21世紀になってから、顕著になってきた買い物弱者問題に対し、経済産業省北海道経済産業局が、平成24年度　地域自立型買い物弱者対策支援事業への参加団体を募集した。買い物困難地域にて、小型店舗や移動販売・共同宅配事業など、新たな買い物機能を提供する事業者を金銭面から支援する補助事業に、当社が「市街地から離れた漁村・農村集落などへの移動販売」・宅配事業の強化による「御用聞き」「地域の見守りサービス」を行うとして、「移動販売事業の実施」を応募し選定され、2014年2月よりトラックの荷台に店舗設備を設けた移動販売車「タイちゃん号」での営業を開始した。その日の積込により、やきとり弁当も移動販売することがある。
タイエーの「やきとり弁当」は隠し味に「ねむろの夢」ワインを使用している。タイエー開業時の十勝ワインから切り替えられている。